# Wolfgang z Lichtenštejna
Wolfgang z Lichtenštejna (německy Wolfgang von und zu Liechtenstein, 25. prosince 1934, Štýrský Hradec) je lichtenštejnský princ, hrabě z Rietbergu, velvyslanec Lichtenštejnského knížectví v Bernu v letech 1996-2001.

## Život
Wolfgang se narodil na Vánoce 1934 ve Štýrském Hradci jako čtvrté dítě a druhý syn knížete Karla Aloise z Lichtenštejna a jeho manželky Alžběty z Urachu. Byl pokřtěn jako Wolfgang Jan Baptista Evangelista Ildefons František de Paula Josef Maria z a na Lichtenštejnu (německy Wolfgang Johannes Baptist Evangelist Idlephons Franz de Paula Joseph Maria von und zu Liechtenstein) 
Má starší sestry Marii Josefu (* 1923) a Františku (1930–2006) a bratra Viléma Alfréda (1922-2006).
V letech 1996-2001 byl velvyslancem Lichtenštejnského knížectví ve Švýcarsku se sídlem v Bernu. V roce 1999 mj. podepsal dvoustrannou smlouvu o přeshraniční osobní přepravě a také smlouvu o spolupráci ve věcech regulační regulace v oblasti telekomunikací.
8. ledna 2010 jej panující kníže Hans Adam II. vyznamenal Velkým křížem Řádu za zásluhy jako věrného obhájce zájmů vlasti a vládnoucího domu a také za jeho významný přínos k rozvoji země.
Je členem správní rady organizace přátel Jad va-šem v Lichtenštejnsku.

### Manželství a rodina
Ve věku 35 let se oženil s 21letou hraběnkou Gabrielou Basselet de la Rosée (* 1949), dcerou hraběte Františka Xavera Basseleta de la Rose a jeho manželky Eleonory z Lobkovic. Ta byla dcerou českého šlechtice Jaroslava Aloise z Lobkovic (1877–1953). Civilní svatební obřad se konal 12. července 1970 v obci Wang v Horním Bavorsku a církevní obřad 18. července na zámku Isareck, který je od roku 1824 v držení rodiny nevěsty.  Pár měl dvě děti:
- Stephanie Alžběta Eleonora (* 1976);
- Leopold František Karel (* 1978) - ženatý s Barbarou Wichartovou.

## Externí odkaz
- Profil na Geneall.net (německy)
- Profil na Thepeerage.com (anglicky)
- Genealogie Wolfganga von und zu Liechtenstein [Archivováno 28. září 2013 na Wayback Machine] (anglicky)
- Historie velvyslanectví Lichtenštejnska. Publikace z národního archivu knížectví. s. 42—45 (německy)